# Галароса
Галароса (на испански: Galaroza) е населено място и община в Испания. Намира се в провинция Уелва, в състава на автономната област Андалусия. Общината влиза в състава на района (комарка) Сиера де Уелва. Заема площ от 22 km². Населението му е 1606 души (по преброяване от 2010 г.). Разстоянието до административния център на провинцията е 117 km.

## Демография
| 1996 | 1998 | 1999 | 2000 | 2001 | 2002 | 2003 | 2004 | 2005 | 2006 |
| ---- | ---- | ---- | ---- | ---- | ---- | ---- | ---- | ---- | ---- |
| 1594 | 1586 | 1600 | 1603 | 1617 | 1618 | 1631 | 1651 | 1642 | 1606 |